# Ángel Duarte
Ángel Duarte Jiménez (Aldeanueva del Camino, Cáceres, Extremadura, España, 22 de septiembre de 1930-Sion, Suiza, 22 de julio de 2007) fue un escultor español. Nació en una casa sencilla, situada sobre la fragua de sus abuelos maternos. El dato, es importante, ya que el sonido de los martillos y los fuelles de su infancia, marcó toda su posterior creación artística. En 1934 la familia Duarte Jiménez, conformada por el matrimonio entre Ángel Duarte María (telegrafista) y Dominga Jiménez de Sande (ama de casa), se trasladó a Madrid./

## Inicios
El padre de Ángel trabajaba en la capital, en la Compañía Nacional de Telégrafos hasta ser movilizado al comenzar la guerra civil española que se desarrolló entre 1936 y 1939. Fue en noviembre de 1936 cuando se tomó la capital en la que vivía el joven Duarte.
El 13 de febrero de 1939, a dos meses de finalizar el conflicto, la metralla de un obús terminó con la vida de su madre y su hermana Pilar que tenía tres meses de edad. Es al final del enfrentamiento civil cuando su padre se trasladó a Ayora (Valencia). Ángel y su hermano Domingo regresaron a Aldeanueva del Camino (Cáceres), con sus tíos. Entre sus inquietudes de esta época era el dibujo minucioso.
Años más tarde se encontraron ambos hermanos con su padre en Ayora. En 1944, regresaron a Madrid. En ese entonces, Ángel trabajó en un taller de orfebrería que pertenecía a su tío en el que recibió clases de dibujo y modelado del extremeño Antonio Solís. En sus ratos libres pintaba en la Casa de Campo y hacía copias en el Museo del Prado. Por la noche acudía a la Escuela Provincial de Artes y Oficios de la calle de la Palma (1945-1948) y reservaba las madrugadas para las tertulias en el Café Gijón. Asistió a los cursos del Círculo de Bellas Artes donde conoció al artista Agustín Ibarrola, quien trabajaba por aquel entonces en el estudio de Daniel Vázquez Díaz (desde 1948 hasta 1951).
Su intento por acudir a la Ciudad del Arte en los años 40 y 50, lo llevó a intentar cruzar la frontera entre Francia y España, para llegar a París con todo lo que artísticamente ello suponía. La postguerra española no era una circunstancia fácil, y mucho menos para quienes buscaban desarrollarse en lo artístico, por lo que intentó huir. El primer intento fallido llegó en 1949,  con el encarcelamiento que coincidía con la celebración de su decimonoveno cumpleaños en la Dirección General de Seguridad.
Ángel Duarte volvió a Aldeanuela del Camino a principios de los 50. Ya en los años 40 estaba comenzando en Estados Unidos el Expresionismo Abstracto. En ese momento empezaron a germinar ciertos movimientos en el arte español como el grupo catalán Dau Al Set (1948), el proyecto de la Basílica de Arantzazu en Guipúzcoa (1950), el grupo valenciano Parpalló (1956, El Paso (1957). En esa etapa el artista extremeño se dedicó a la pintura figurativa y expresionista al óleo. En 1953 cofunda la primera exposición en el Parque del Retiro, en Madrid. 

## París
Cumplido el servicio militar, consigue cruzar la frontera francesa en 1954. Sin dinero y sin conocer el idioma llega a París, donde se encontró con los artistas exiliados españoles: Agustín Ibarrola (que llegaría a ser “Secretario de la Asociación de Artistas Españoles residentes en París”), Juan Serrano y José Duarte entre otros. Debemos señalar la represión que el franquismo ejerció durante estos años sobre el arte y los artistas españoles, dando salida exclusivamente a la creación academicista, muy cercana al realismo y la figuración. Entre 1954 y 1968 vivió en París. Un año más tarde, 1955, expuso en el XII Salón del Círculo de Bellas Artes, en el III Concurso de Primavera de Madrid, y con otros artistas, en la Galería Alfil.
En la capital francesa "se estaban gestando ciertos postulados normativos en torno al color y al plano" (Cano, J. 2008). En 1948, Eduardo Chillida estuvo en París y entre los artistas españoles del momento se destacaban Palazuelo, Santiago Laguna y Eusebio Sempere quienes recogieron la enseñanza de Paul Klee y se introdujeron en la órbita de la abstracción geométrica de Herbin y de Victor Vasarely. Todas estas influencias diluyeron la presencia masiva del informalismo y del expresionismo abstracto norteamericano. En este tiempo Ángel Duarte, se acercó a las nociones de Grupo Espacio, al colaborar con ellos en Córdoba:

«(...)a través de sus contactos iniciales con José Duarte y José Serrano, y con anterioridad, a los postulados de Agustín Ibarrola, quien se encontraba en París y compartía su gusto por el racionalismo lineal de Van der Lek. De la confluencia de cada una de las partes señaladas en el año 1956 Ángel Duarte insistió en la necesidad de trabajar en grupo y se lanzò a la aventura de fundar el Equipo 57.»
Hahn, O. (1983)p.13

«Ángel Duarte inició así un cambio de rumbo al tener presente dos de las múltiples dimensiones en la relación entre la ciencia y la interpretación artística, la histórica y la estética.»
Renè, D. (2005)p.125

En la postguerra española también dieron su fruto otros grupos de artistas de vanguardia, como Equipo Córdoba Parpalló (Alicante), El Paso (Madrid) y Dau Al Set (Barcelona). Junto a todo el resurgimiento de las vanguardias españolas, en el París de 1957, nace EQUIPO 57, uno de los grupos de artistas más prolíficos de la década de los 50 y los 60.

## Equipo 57
En mayo de 1957 el escultor Jorge Oteiza inició la creación de un grupo de artistas, Equipo 57. 

«La estancia de Oteiza en Córdoba supuso que influyera estética e ideológicamente en el Equipo, aunque nunca admitieron su concepción espiritual del espacio y siempre estuviese claro que lo formal debía prevalecer sobre lo metafísico.»
Cano, J.(2008)p.39

 Dicho colectivo estaba compuesto por Agustín Ibarrola, Ángel Duarte, José Duarte y Juan Serrano; se propusieron como objetivo las "bases constructivistas, tanto plásticas como sociales con una base científica importante"(Cobos, A. 1953). Equipo 57 fue un grupo en el que sus componentes se dedicaban a la labor creativa y firmaban las obras colectivamente como “Equipo 57”. A grandes rasgos, los códigos de su obra se centraron en la presentación de “la interactividad del espacio plástico, la combinación de la intuición y la comprobación científica” (Cano, J. 2008) y la utilización del color, influida por la pintura del danés Richard Mortensen y posiblemente por el pintor húngaro Victor Vasarely, con sus efectos ópticos y cinéticos sugeridos por la superposición de tramas y la organización sistemática de la superficie. Equipo 57 se apartó del arte informal y trabajó la abstracción geométrica con un cromatismo intenso. Jorge Oteiza, que dos años después concluiría su fase experimental, abandonó el grupo por discrepancias en los planteamientos artísticos y por su disconformidad con la publicación de un manifiesto. A pesar de su abandono, dejó en el grupo una poderosa influencia, máxime por su triunfo en la Bienal de Sao Paulo en 1957 con Construcción vacía.
Al grupo se incorporaron más tarde Juan Cuenca, Néstor Basterretxea (por mediación de Jorge Oteiza), Luis Aguilera, Francisco Aguilera Amate y Thorkild Hansen, a quienes apenas se les reconoce su labor en retrospectivas posteriores, siendo los primeros componentes los más destacados, junto a Juan Cuenca. La obra del grupo se enmarcó entre el Pop-Art y el Constructivismo. Con lo que erigirían un frente al Expresionismo Abstracto y al Informalismo. Junto a Equipo Córdoba (Córdoba), Parpalló, ElPaso y Dau al Set, Equipo 57 fue uno de los grupos de artistas más reseñables de la dictadura española. El Equipo 57 se disuelve a principios de 1962, por razones de diversidad de criterios y por el encarcelamiento de Agustín Ibarrola, quien inició entonces su actividad política y social, siendo detenido y encarcelado en 1962 durante varios años (1962-1965).
Encontramos un texto en el que el artista extremeño hace una breve reflexión respecto a su paso por Equipo 57:

«La experiencia del equipo 57 ha sido la más apasionante de mi vida. Vivir, por un momento, y creer en la fraternidad, ese sueño por el que tantos han muerto. El trabajo en equipo es muy duro, pero el abandonarlo también lo es. En cierta medida, el volver a trabajar sólo significa volver a la jungla, a marcar tu terreno..»
Duarte, Ángel (1995)

De esta época es complejo catalogar la obra específica de Ángel Duarte, ya que está firmada como EQUIPO 57, aunque por las características de su obra posterior y por declaraciones de Néstor Basterretxea, en las que dijo que: "mientras pertenecí al grupo, cada artista se dedicaba a varias obras y después se firmaban con el mismo nombre" (Conferencia ofrecida por Néstor Basterretxea en la Universidad del País Vasco, Lejona, Vizcaya, Facultad de Bellas Artes, mayo, 2009); se puede intuir cuales fueron las piezas que Ángel Duarte elaboró en su periodo en el grupo.
Tras la disolución del mismo, los artistas emprendieron caminos muy dispares por lo que Ángel Duarte decidió establecerse en Sion (Suiza). En 1960 se casó. Desde 1961 vivió y expuso en Sion, colectiva e individualmente, continuando con la línea iniciada en Equipo 57.

## Grupo Y
Ángel Duarte, en un tiempo creativo de dudas, decide marcarse entre sus metas las estructuras espaciales y la utilización de materiales contemporáneos en sus obras. `En 1967, Ángel Duarte se adscribió al movimiento cinético europeo, fundando en Suiza el “Grupo Y” (…) junto a Walter Fischer y Robert Tanner´  (el nombre obedece a las tres rectas que confluyen en un punto y divergen a la par) [Cano, J. (2008)]. Un año después empezaron a interesarse por los trabajos del francés Etienne Bertrand Weill, quien se centraba en ese momento en la investigación sobre los ámbitos fotográficos, cinematográficos y arquitectónicos Según Javier Cano, en este momento Duarte investigó acerca de las superficies y el ambiente-luz que rodea a las obras.
Con los hallazgos de su experimentación contribuyó al movimiento denominado Nouvelle Tendance. La característica de esta etapa de Ángel Duarte fue la proyección de estructuras espaciales basadas en la teoría de la interactividad del espacio, a través de materiales industriales. Ángel destacaba la “disposición de la obra para determinar un espacio vibrante y escultural con el fin de establecer nexos con el espectador, (…) la ciencia y la matemática como base de las formas o la percepción entendida como fenómeno dinámico” [Cano, J. (2008)]. Tres años más tarde, en 1973, fundó la SPSAS (Sociedad de Pintores, Escultores y Arquitectos Suizos).

## Escultura pública
La obra de Duarte se desarrolló con las influencias de Mondrian y de Max Bill, y a la par de Anthony Caro y Möebius. En su escultura pública destaca la concepción estética de las rectas y las curvas, de la interacción con el vacío y la materialización de las piezas de gran tamaño, donde se sobreponen ciencia y exactitud, cuyo origen se encuentra en el universo algebraico, en el cálculo de Euler y de Gauss, en la figuración de Möebius y Klein, en la multiplicidad de Riemann

## Su vuelta a España
El 20 de noviembre de 1975 muere el General Francisco Franco, y con ello la dictadura española. Entre 1975 y 1978 transcurre la Transición. Se sustituiría la dictadura por un sistema democrático, con la forma política de Monarquía Parlamentaria, y fue en 1978 cuando se redactó y se aprobó la Constitución Española.
Fue a raíz del Premio Cáceres de Escultura en 1982 cuando Ángel Duarte decidió reencontrarse con la escena artística española. Al acto se presentaron obras de Sergi Aguilar, Anglés, Néstor Basterretxea, Eduardo Chillida, Baltasar Lobo, Cristino Mallo, Palazuelo, Rebull, Pérez Comendador, Enrique Salamanca, Torner y Venancio Blanco. Durante 1993 y 1997, se dedicó más a la pintura, destacando varias obras dedicadas a Francisco Zurbarán.
Entre sus obras más destacadas de periodos posteriores se encuentra E. 4 A. I. B, que situó en el Parque Europeo de Esculturas de Sevilla, en 1992, con motivo de la Exposición Universal de Sevilla.
Al día de hoy podemos destacar otra escultura colocada a la altura de la Aldeanueva del Camino, con vistas desde la autovía, en homenaje a quienes recorrieron la Vía de la Plata, y otra titulada “E. 4. A. I. B.” en el exterior del MEIAC (Museo Extremeño e Iberoamericano de Arte Contemporáneo), en Badajoz.
Ángel Duarte falleció en Sion (Suiza).

## Exposiciones Individuales
- 1967

Galería Suzanne Bollag. Zúrich Suiza.
- 1968

Galería Du Vieux Quartier. Montreux, Suiza.
Galería II Cenobio. Milán, Italia.
- 1969

Galería Historial. Nyon, Suiza.
Galería Creachenn. Petit Cortallod, Suiza.
Galería Lichter. Frankfurt, Alemania.
Galería Port-Art. Bienne, Suiza.
Galería Zurt Matze. Brig, Suiza.
- 1971

Art Factory Gallery, Fribourg, Suiza.
Galería Impact. Lausanne, Suiza.
Studio di Informazione Estética. Turín, Italia.
Galería Suzanne Bollag. Zúrich Suiza.
Galería Zodiaque. Ginebra. Suiza.
- 1972

Centre de Loisirs et Culture. Sierre. Suiza.
- 1973

Galería Josef Latzer. Kreuzlingen, Suiza.
Centre Migros, Sion, Suiza.
Chateau de St-Leonard, Suiza.
Iynedjian Tapis. Lausanne, Suiza.
- 1974

Galería Grange à I`Èvèque. Sion, Suiza.
- 1975

Galería Lydia Merget. Berna, Suiza.
Société des Amis de I`Art. Olten, Suiza.
Galería Denise René. París, Francia.
- 1976

Galería Suzanne Bollag. Zúrich Suiza.
Galería Media. Neuchatel, Suiza.
- 1981

Galería Strauhoff. Zúrich Suiza.
Galería Fontany. Vercorin, Suiza.
Musée des Beaux Arts Vidomat. Sion Suiza.
- 1983

Galería Zur Schutzenlaube. Viege, Suiza.
Galería de la Cathèdrale. Fribourg, Suiza.
Anne M. Ebener-Duarte. Galería Zur Matze. Brig, Suiza.
Galería Le Gremier de la Prise Sur Gaulaz. Concise, Suiza.
- 1984

Photo Casino, Jean-Blaise Pont. Sierre, Suiza.
Chavaz y A. Duarte. Galería Le Tocsin. Sierre, Suiza.
- 1990

Galería Utopie. Lausanne, Suiza.
- 1992

Galería Grenette du Grand Pont. Sion, Suiza.
Centro de Exposiciones San Jorge. Cáceres.
- 1993

Galería Des Vergers. Sion, Suiza.
- 1994

Jynedjian Art. Lausanne, Suiza.
- 1996

Bureau Des Affaires Touristiques. Vercorin, Suiza.
- 1997

Galerie Fuily. Zúrich, Suiza.ç
- 1999

Galerie Des Vergers. Sion, Suiza.
- 2000

Primer Premio Pablo Picass. Málaga, España.
Museo Pérez Comendador. Hervás, España.
Galería Denise René. París, Francia.
Museo de Bellas Artes. Badajoz, España.
- 2001

Sala El Broncese. Cáceres, España.
Museo Pérez Comendador-Leroux. Hervás, España.
- 2003

Casa de Cultura de Don Benito. Badajoz, España.
- 2004

Hommage à Zurbarán-Voix Captives, Ancien Pénitencier. Sion, Suiza.
- 2007

Ángel Duarte, Museo de Cáceres. Cáceres, España.
Ángel Duarte, más allá del Equipo 57, Casa de Cultura. Don Benito, Badajoz, España, y Museo Pérez
Comendador- Leroux. Hervás, España.

## Exposiciones Personales con el Equipo 57
- 1957

Exposición en el Café del Rond-Point de Montparnasse y edición de un Manifiesto. París, Francia.
Exposición del Rond-Point. Galería Denise René. París, Francia.
Galería Negra. Madrid, España.
- 1958

Thorvaldsen Museum. Copenhague, Dinamarca.
- 1959

Club Urbis. Madrid, España.
- 1960

Sala Darro. Madrid, España.
- 1961

Galería Céspedes. Córdoba, España.
- 1962

Galería Suzanne Bollag. Zúrich, Suiza.
- 1964

Galería Suzanne Bollag. Zúrich, Suiza.
- 1966

Galería Aktuel. Ginebra, Suiza.
Galería Aktuel. Berna, Suiza.
- 1970

Galería Reckermann. Colonia, Alemania.
- 1993

Museo Nacional Centro de Arte Reina Sofía. Madrid, España.
Exposición itinerante por las ciudades de Santiago de Compostela, Bilbao, Córdoba y Cholet.
Galería Rafael Ortiz. Sevilla, España.
Galería Denise René. París, Francia.
- 2001

Galería Versión. Madrid, España.
Antiguo Convento de Nuestra Señora de los Reyes. Sevilla, España.
- 2002

Esculturas, Sala de Exposiciones Vimcorsa. Córdoba, España.
Preliminares, Galería Rafael Ortiz. Sevilla, España.
Esculturas, Museo de Huelva, Museo de Cádiz y Sala Pescadería de Jerez.
- 2003

Sala de Exposiciones del Convento. Puente Genil, Córdoba, España.
- 2007

Equipo 57, un regard sur cinquante annèes de collaboration. Galería Denise René. París, Francia.
Equipo 57, (1957-1962) Centro Andaluz de Arte Contemporáneo, Sevilla, España. MEIAC, Badajoz, España.